# لخ واتوتسکی
لخ واتوتسکی (لهستانی: Lech Łotocki؛ زادهٔ ۲۵ اوت ۱۹۴۷) بازیگر اهل لهستان است.
از فیلم‌ها یا مجموعه‌های تلویزیونی که وی در آن‌ها نقش داشته‌است، می‌توان به پیمان ورشو، ناقوس جنگ، هفت آرزو، سال‌های شیرین، عنصر نامطلوب، طایفه، حوزه استحفاظی ۱۳، کارآگاهان جنایی، یانوشیک: روایتی واقعی، قانون حقیقی و اسمولنسک اشاره نمود.
وی در سال ۲۰۱۵ بابت مشارکت‌های فرهنگی-هنری‌اش برندهٔ نشان افتخار تولد لهستان شد.